# Schweizer Parlamentswahlen 1951/Resultate Nationalratswahlen
Die Nationalratswahlen der 34. Legislaturperiode fanden am 28. Oktober 1951 statt. Auf dieser Seite findet sich eine Übersicht über die Resultate in den Kantonen (Parteien, Stimmen, Wähleranteil, Sitze, Gewählte).